# Кайседо, Фелипе
Фели́пе Сальва́дор Кайсе́до Коро́со (исп. Felipe Salvador Caicedo Corozo; род. 5 сентября 1988[…], Гуаякиль) — эквадорский футболист, нападающий.

## Биография
Наш город один из самых опасных во всей Южной Америке. Там всегда нужно быть осторожным. В детстве я старался не высовываться из дома по вечерам, если не было какой-то острой необходимости. Нет, до серьезных неприятностей не доходило — рядом всегда находились люди, которые «покрывали» и спасали меня. Все прекрасно знают эту ситуацию — бедные кварталы, нападения, воровство. Все почти как в фильмах. Даже не представляю, чем я занимался бы, если бы не футбол. Дрался я очень много. Было по-всякому — без последствий, с кровью. А по-другому было невозможно. Самое интересное: стоит выйти из нашего криминального района на центральную улицу — и ты попадаешь в другой мир. Там более спокойная жизнь.

## Клубная карьера
Первые шаги в футбольной карьере сделал в 14 лет в юношеской команде местной «Барселоны» — рекордсмена чемпионата Эквадора по количеству выигранных титулов.

### «Базель»
В 16 лет перешёл в молодёжную команду другого местного клуба «Рокафуэрте», игравшего во второй по значимости лиге — Серии B, где и был замечен европейскими скаутами: в возрасте 17 лет он заключил контракт со швейцарским «Базелем», где и начал свою профессиональную карьеру. Поначалу Кайседо тренировался с резервной командой, выступавшей в одном из низших швейцарских дивизионов, однако уже в сезоне 2006/07 начал активно привлекаться к играм основной команды. За полтора сезона в «Базеле» Кайседо забил 12 голов в 46 играх чемпионата Швейцарии и привлёк к себе внимание многих английских, испанских и итальянских клубов.

### «Манчестер Сити»
31 января 2008 года перед самым закрытием трансферного окна было объявлено, что эквадорец перешёл в «Манчестер Сити» за 5 200 000 фунтов, что стало рекордной суммой для швейцарской лиги. Получив разрешение на работу в Англии, Кайседо дебютировал за «горожан» 10 февраля 2008 года в манчестерском дерби. Но заиграть на Туманном Альбионе ему так и не удалось. Свой первый английский сезон эквадорец закончил с нулём забитых мячей. Гораздо удачнее начался следующий сезон — с дубля в ворота «Халл Сити». После Кайседо забивал в еврокубках, ещё два раза в Премьер-лиге, но стать игроком основы так и не смог.

#### Аренда (2009—2011)
Перед сезоном 2009/10 в атаку «Манчестер Сити» к Крэйгу Беллами были куплены Санта Крус, Адебайор, Тевес. Шансов играть у Кайседо практически не было и он был отправлен в аренду в «Спортинг» для получения большего количества игрового времени. После Португалии Кайседо отправился в Испанию. Если первый опыт в «Малаге» получился довольно средним, то в «Леванте» Фелипе раскрылся в полной мере. Забив в первом матче «Вильярреалу», эквадорец и дальше продолжил играть результативно. В итоге он стал обладателем лучшего соотношения голов и ударов по воротам в чемпионате, имея в 27 играх 13 забитых мячей, то есть результативно завершая атаки в среднем чаще, чем такие форварды, как Вилья и Росси.

### «Локомотив»
В мае 2011 «Леванте» воспользовался правом выкупа Кайседо и заплатил один миллион евро «Манчестер Сити» за права на игрока. Однако уже 22 июля 2011 года Фелипе был продан испанским клубом в московский «Локомотив». Сумма трансфера составила 7,5 миллионов евро плюс 2,5 млн за удачные действия эквадорца.
28 августа 2011 года в матче 22 тура вышел в стартовом составе и на 36 минуте забил свой первый гол в Чемпионате России по футболу, в ворота краснодарской «Кубани».
16 февраля 2012 года в первом матче 1/16 финала Лиги Европы УЕФА заработал пенальти, который реализовал Денис Глушаков, а спустя 10 минут забил победный мяч в ворота испанского «Атлетика» из Бильбао.

### «Аль-Джазира»
В начале своих выступлений за московский клуб Кайседо был основным нападающим, регулярно забивал, но после проиграл конкуренцию Даме Ндойе и заявил о желании сменить клуб из-за нехватки игрового времени. Ходили слухи о его переходе в «Валенсию», но в итоге 16 января 2014 года он перешёл в «Аль-Джазиру» за € 10 млн.

### «Эспаньол»
15 июля 2014 года Кайседо в качестве свободного агента стал игроком «Эспаньола».

### «Лацио»
2 августа 2017 года Кайседо стал игроком «Лацио». В сезоне 2018/19 в 34-туре игрок оформил дубль в ворота «Сампдории», благодаря чему команда победила в гостях.

### «Дженоа»
31 августа 2021 года присоединился к клубу «Дженоа».

## В сборной
В сентябре 2017 года Кайседо объявил о завершении карьеры в сборной, причина стала отставка с поста главного тренера сборной Эквадора Густаво Кинтероса.

## Статистика выступлений
| Сезон   | Клуб                | Чемпионат | Чемпионат | Кубок | Кубок | Контин. | Контин. | Всего | Всего |
| Сезон   | Клуб                | Игры      | Голы      | Игры  | Голы  | Игры    | Голы    | Игры  | Голы  |
| ------- | ------------------- | --------- | --------- | ----- | ----- | ------- | ------- | ----- | ----- |
| 2006/07 | Базель              | 27        | 7         | 0     | 0     | 0       | 0       | 27    | 7     |
| 2007/08 | Базель              | 18        | 4         | 0     | 0     | 0       | 0       | 18    | 4     |
| Итого   | Базель              | 45        | 11        | 0     | 0     | 8       | 3       | 53    | 14    |
| 2007/08 | Манчестер Сити      | 10        | 0         | 1     | 0     | 0       | 0       | 11    | 0     |
| 2008/09 | Манчестер Сити      | 17        | 4         | 1     | 0     | 0       | 0       | 18    | 4     |
| Итого   | Манчестер Сити      | 26        | 4         | 1     | 0     | 6       | 3       | 34    | 7     |
| 2009/10 | Спортинг (Лиссабон) | 7         | 0         | 0     | 0     | 4       | 0       | 11    | 0     |
| Итого   | Спортинг            | 7         | 0         | 0     | 0     | 4       | 0       | 11    | 0     |
| 2009/10 | Малага              | 18        | 4         | 0     | 0     | 0       | 0       | 18    | 4     |
| Итого   | Малага              | 18        | 4         | 0     | 0     | 0       | 0       | 18    | 4     |
| 2010/11 | Леванте             | 27        | 13        | 2     | 1     | 0       | 0       | 29    | 14    |
| Итого   | Леванте             | 27        | 13        | 2     | 1     | 0       | 0       | 29    | 14    |
| 2011/12 | Локомотив           | 17        | 6         | 1     | 0     | 7       | 2       | 25    | 8     |
| 2012/13 | Локомотив           | 22        | 4         | 2     | 2     | 0       | 0       | 26    | 6     |
| 2013/14 | Локомотив           | 13        | 1         | 1     | 0     | 0       | 0       | 14    | 1     |
| Итого   | Локомотив           | 52        | 11        | 4     | 2     | 7       | 2       | 65    | 15    |
| 2014/15 | Аль-Джазира         | 9         | 4         | 0     | 0     | 0       | 0       | 9     | 4     |
| Итого   | Аль-Джазира         | 9         | 4         | 0     | 0     | 0       | 0       | 9     | 4     |
| 2014/15 | Эспаньол            | 35        | 9         | 5     | 3     | 0       | 0       | 40    | 12    |
| 2015/16 | Эспаньол            | 31        | 8         | 3     | 2     | 0       | 0       | 34    | 10    |
| 2016/17 | Эспаньол            | 27        | 2         | 2     | 0     | 0       | 0       | 29    | 2     |
| Итого   | Эспаньол            | 93        | 19        | 10    | 5     | 0       | 0       | 103   | 24    |
| 2017/18 | Лацио               | 22        | 3         | 0     | 0     | 9       | 3       | 31    | 6     |
| 2018/19 | Лацио               | 27        | 8         | 4     | 0     | 5       | 1       | 36    | 9     |
| Итого   | Лацио               | 49        | 11        | 4     | 0     | 14      | 4       | 67    | 15    |

## Достижения
«Базель»
- Чемпион Швейцарии: 2007/08
- Обладатель Кубка Швейцарии: 2006/07, 2007/08

«Лацио»
- Обладатель Кубка Италии: 2018/19
- Обладатель Суперкубка Италии: 2017, 2019

«Интернационале»
- Обладатель Кубка Италии: 2021/22